# Lumen veritatis
Lumen Veritatis (Luz da verdade, em latim) é uma revista acadêmica trimestral temática publicada pelo Instituto Teológico São Tomás de Aquino (ITTA) e Instituto Filosófico Aristotélico-Tomista (IFAT). Seu objetivo é aprofundar o estudo da Teologia e da Filosofia numa perspectiva tomista em diálogo crítico com as demais correntes filosóficas. Entre os temas abordados no passado destacam-se: Filosofia Medieval, Quem é Deus?, São Tomás de Aquino visto de um caleidoscópio, Via Pulchritudinis e Nova Evangelização, Ano da Fé, O pensamento de Joseph Ratzinger, entre outros. Sua tiragem é de 2 mil exemplares. Está atualmente indexada no Google Scholar, Latindex, Ebsco, The Philosopher's Index, PhilIndex, Corpus Thomisticum, entre outras.

## Autores
Entre os autores que publicaram na Lumen Veritatis, destacam-se: Cardeal Cláudio Hummes; Cardeal José Saraiva Martins; Cardeal Marc Ouellet; Cardeal Gerhard Ludwig Müller; Cardeal Zenon Grocholewski; D. Benedito Beni dos Santos; D. Charles Morerod, OP; D. Rafael Llano Cifuentes; D. Giuseppe Sciacca; D. Edson Oriolo; Mons. João Scognamiglio Clá Dias, EP; ; Mons. Juan-Miguel Ferrer Grenesche; Fr. Bruno Esposito, OP; Pe. Mauro Mantovani, SDB; Fr. Romanus Cessario, OP; Pe. Salvador Pié-Ninot; entre outros.